# Yggersrydsjön
Yggersrydsjön är en sjö i Emmaboda kommun i Småland och ingår i Lyckebyåns huvudavrinningsområde. Sjön har en area på 1,78 kvadratkilometer och ligger 182 meter över havet. Sjön avvattnas av vattendraget Lyckebyån. Vid provfiske har bland annat abborre, braxen, gädda och mört fångats i sjön.

## Delavrinningsområde
Yggersrydsjön ingår i det delavrinningsområde (629699-148016) som SMHI kallar för Utloppet av Yggerydssjön. Medelhöjden är 210 meter över havet och ytan är 33,25 kvadratkilometer. Räknas de 8 avrinningsområdena uppströms in blir den ackumulerade arean 109,01 kvadratkilometer. Avrinningsområdets utflöde Lyckebyån mynnar i havet. Avrinningsområdet består mestadels av skog (86 %). Avrinningsområdet har 1,97 kvadratkilometer vattenytor vilket ger det en sjöprocent på 5,9 %.

## Fisk
Vid provfiske har följande fisk fångats i sjön:
- Abborre
- Braxen
- Gädda
- Mört
- Sarv
- Sutare